# Elecciones a la Asamblea Constituyente de Ecuador de 1937
Las elecciones para diputados constituyentes de 1937 determinaron quienes conformarían la Asamblea Constituyente de Ecuador de 1937, la cual tenía como objetivo la redacción de un nuevo texto constitucional para el país en reemplazo de la Constitución de Ecuador de 1929.
La conformación de una asamblea constituyente fue convocada por el dictador Federico Páez para retornar el país al régimen constitucional, no teniendo acogida por parte de los partidos políticos, solo presentándose el Partido Liberal Radical Ecuatoriano y colaboradores de Páez, mientras que la oposición realizó una campaña a favor de la abstención, resultando en una bajísima participación en las elecciones.

## Nómina de Diputados Provinciales
51 diputados
| Provincia       | Diputados                      | Diputados                     |
| --------------- | ------------------------------ | ----------------------------- |
| Carchi          | Alfonso Romo Dávila            | Alfonso Romo Dávila           |
| Carchi          | Gerardo Enríquez Ruiz          |                               |
| Carchi          | Carlos Emilio Grijalva Sierra  |                               |
| Imbabura        | Víctor Manuel Guzman Mena      | Víctor Manuel Guzman Mena     |
| Imbabura        | Juan Ignacio Pareja Bermeo     |                               |
| Imbabura        | Alejandro Cevallos Auz         |                               |
| Pichincha       | J. Alberto Caamaño Mena        | J. Alberto Caamaño Mena       |
| Pichincha       | Luis Cordovez Caicedo          |                               |
| Pichincha       | Joaquin Ferro                  |                               |
| León            | Manuel Eduardo Cadena Arteaga  | Manuel Eduardo Cadena Arteaga |
| León            | Rafael Quevedo Coronel         |                               |
| León            | Alberto Donoso Mancheno        |                               |
| Tungurahua      | Abel Sanchez Lalama            | Abel Sanchez Lalama           |
| Tungurahua      | Alfredo Sevilla Chacon         |                               |
| Tungurahua      | Alfredo Barona Holguin         |                               |
| Chimborazo      | Enrique Barriga Larrea         | Enrique Barriga Larrea        |
| Chimborazo      | Flavio Leon                    |                               |
| Chimborazo      | Arturo Cabrera M.              |                               |
| Bolívar         | Jaime Chavez Ramirez           | Jaime Chavez Ramirez          |
| Bolívar         | Alfredo Noboa Montenegro       |                               |
| Bolívar         | Anacarsis Camacho Vásconez     |                               |
| Cañar           | José Alberto Aguilar Pesantez  | José Alberto Aguilar Pesantez |
| Cañar           | Julio Tobias Torres Gordillo   |                               |
| Cañar           | Carlos Samuel Abad Zamora      |                               |
| Azuay           | Honorato Vega Larrea           | Honorato Vega Larrea          |
| Azuay           | Manuel Maria Ortiz Ordoñez     |                               |
| Azuay           | Luis Felipe Andrade Moreno     |                               |
| Loja            | Sebastian Valdivieso Peña      | Sebastian Valdivieso Peña     |
| Loja            | Ramon Burneo Samaniego         |                               |
| Loja            | Virgilio Guerrero Espinosa     |                               |
| El Oro          | Francisco Ochoa Ortiz          | Francisco Ochoa Ortiz         |
| El Oro          | Rafael Gonzalez Rubio          |                               |
| El Oro          | Lautaro Castillo Ramirez       |                               |
| Guayas          | Fausto Navarro Allende         | Fausto Navarro Allende        |
| Guayas          | Luis Felipe Ramos              |                               |
| Guayas          | Alberto Reina                  |                               |
| Los Ríos        | Pedro Pablo Eguez Baquerizo    | Pedro Pablo Eguez Baquerizo   |
| Los Ríos        | Efren Icaza Moreno             |                               |
| Los Ríos        | Jacinto Martin Aspiazu Peralta |                               |
| Manabí          | Angel Rafael Hidalgo           | Angel Rafael Hidalgo          |
| Manabí          | Raul Dueñas Giler              |                               |
| Manabí          | Aquiles Paz                    |                               |
| Esmeraldas      | Humberto Trujillo Gutierrez    | Humberto Trujillo Gutierrez   |
| Esmeraldas      | Alberto Andrade Cevallos       |                               |
| Esmeraldas      | Pedro Concha Enriquez          |                               |
| Napo Pastaza    | Rafael Almeida Suarez          | Rafael Almeida Suarez         |
| Napo Pastaza    | Alberto Donoso Cobo            |                               |
| Napo Pastaza    | Rafael de la Torre             |                               |
| Santiago Zamora | Daniel Cordova Toral           | Daniel Cordova Toral          |
| Santiago Zamora | Leopoldo Rivas Saenz           |                               |
| Santiago Zamora | Luis Ayora                     |                               |

Fuente: